# Klovnen Krusty
Krusty the Clown alias Herschel Pinkus Yerucham Krustofski er en fiktiv person fra tegnefilmsserien The Simpsons.
Hans naturlige hårfarve er blå-grøn og han er altid sminket. Han er desuden storryger og medlem af "Jødiske Klovnes Broderskab" og han ses tit snige sig ud fra pornobutikker. Bart Simpson er hans største fan.
Krusty har lagt krop, ansigt og navn til en masse ting – f.eks. ure og tandbørster. Disse ting er dog af lav kvalitet og går derfor meget nemt i stykker. Han har også sit eget morgenmadsprodukt.
Han elsker opmærksomhed og har har sit eget tv-program for børn ved navn Krusty The Clown TV Show.
Hans sidekick er Sideshow Mel.